# 7 رجب
- السبت
- الأحد
- الاثنين
- الثلاثاء
- الأربعاء
- الخميس
- الجمعة

- 2728 ديسمبر 2024
- 2829 ديسمبر 2024
- 2930 ديسمبر 2024
- 3031 ديسمبر 2024
- 11 يناير 2025
- 22 يناير 2025
- 33 يناير 2025
- 44 يناير 2025
- 55 يناير 2025
- 66 يناير 2025
- 77 يناير 2025
- 88 يناير 2025
- 99 يناير 2025
- 1010 يناير 2025
- 1111 يناير 2025
- 1212 يناير 2025
- 1313 يناير 2025
- 1414 يناير 2025
- 1515 يناير 2025
- 1616 يناير 2025
- 1717 يناير 2025
- 1818 يناير 2025
- 1919 يناير 2025
- 2020 يناير 2025
- 2121 يناير 2025
- 2222 يناير 2025
- 2323 يناير 2025
- 2424 يناير 2025
- 2525 يناير 2025
- 2626 يناير 2025
- 2727 يناير 2025
- 2828 يناير 2025
- 2929 يناير 2025
- 3030 يناير 2025
- 131 يناير 2025

7 رجب أو 7 رجب الفرد أو 7 رجب المُرجَّب أو يوم 7 \ 7 (اليوم السابع من الشهر السابع) هو اليوم الرابع والثمانون بعد المائة (184) من أيَّام السنة (أو الخامس والثمانون بعد المائة لو كان شهر جمادى الآخرة مُتممًا لليوم الثلاثين أو السادس والثمانون بعد المائة لو أتم كلاً من صفر وربيع الآخر وجمادى الآخرة ثلاثين يوماً) وفق التقويم الهجري القمري (العربي). يبقى بعده 170 أو 171 يومًا لانتهاء السنة.

## أحداث
- 872 هـ - 25 دولة أوروبية - من بينها البندقية وفرنسا وقبرص وبولونيا - تعقد معاهدة لقتال الدولة العثمانية التي وجهت فتوحاتها الإسلامية إلى أوروبا، لكن هذه الجيوش لم تستطع مواجهة السلطان محمد الفاتح.
- 932 هـ - انتصار «ظهير الدين بابر» مؤسس دولة المغول بالهند على اللوديين، وقد مكنه هذا النصر من السيطرة على دلهي وآكره، وشمال الهندوستان من نهر السند إلى سواحل بنطالة، وإقامة الدولة المغولية.
- 986 هـ - العثمانيون ينتصرون على الصفويين في معركة «قويون كجيدي»، وقتل من الصفويين في هذه المعركة 5 آلاف جندي، وهو ما مهّد السبيل لسيطرة العثمانيين على شيروان.
- 1043 هـ - السلطان العثماني مراد الرابع يصدر قرارًا بإعدام شيخ الإسلام «زادة حسين أفندي»، وكان ذلك أول إعدام لأحد العلماء الدينيين في الدولة العثمانية، وقد هدف السلطان إلى تأكيد هيبة الدولة التي كانت تواجه عددًا من الأزمات الداخلية، خاصة من بعض طوائف الجيش كالإنكشارية.
- 1296 هـ - تنصيب الأمير محمد توفيق خديوي على مصر بعد خلع والده الخديوي إسماعيل.
- 1299 هـ - قيام قنصل كل من دولتي بريطانيا وفرنسا بتقديم مذكرة يطلبان فيها بإبعاد أحمد عرابي باشا عن مصر مع بقاء رتبته ومرتبه، وإرسال علي باشا فهمي وعبد العال باشا حلمي إلى الأرياف، واستقالة الوزارة القائمة، وذلك في أثناء الثورة العرابية.
- 1356 هـ - حزب الوفد المصري يصدر قرارًا بالإجماع بفصل محمود فهمي النقراشي من الحزب، بعد صراعه السياسي مع مصطفى باشا النحاس حول مسألة التأييد للملك الشاب الجديد فاروق، الذي صعد العرش في تلك الفترة بعد وفاة والده الملك فؤاد.
- 1362 هـ - صدور قانون استقلال القضاء في مصر، وقد أعد مشروع القانون وزير العدل «محمد صبري أبو علم»، وصدر أثناء حكومة مصطفى باشا النحاس.
- 1367 هـ - إعلان قيام دولة إسرائيل بعد معارك عدة خاضتها العصابات الصهيونية ضد الجيوش العربية النظامية التي انهزمت أمامها. ويعرف هذا اليوم بيوم النكبة.
- 1369 هـ - الأردن يقوم بضم الضفة الغربية إلى إدارته.
- 1389 هـ - حدوث أعمال شغب بولاية كجرات الهندية بين المسلمين والهندوس.
- 1392 هـ - ملك المغرب الحسن الثاني ينجو من محاولة اغتيال وذلك عندما تعرضت طائرته التي يستقلها أثناء عودته إلى الرباط إلى إطلاق نار من جانب القوات الجوية الملكية المغربية خلال عملية بوراق إف 5، وتسببت عملية الاغتيال إلى بداية ما عرف باسم سنوات الرصاص.
- 1396 هـ - الدولة الجزائرية تعتمد القوانين الاشتراكية رسميًّا بعد تأييد الشعب للاستفتاء على الميثاق الوطني الذي طرحه الرئيس هواري بومدين.
- 1392 هـ -
  - الرئيس الصومالي محمد سياد بري يعلن بدء تطبيق الاشتراكية في الصومال؛ مما أدى إلى توالي البعثات السوفيتية على الصومال، وتعهد ألمانيا الشرقية بتدريب رجال الأمن والشرطة الصوماليين.
  - الملك المغربي الحسن الثاني بن محمد يتعرض لمحاولة اغتيال فاشلة نظمها اللواء محمد أوفقير.
- 1430 هـ -
  - حركة طالبان تنسحب من اتفاقية السلام والمهادنة التي أبرمتها مع الحكومة الباكستانية، وتشن هجومًا ينجم عنه مصرع 30 جنديًا باكستانيًا بعد هذا الإعلان.
  - مجلس صيانة الدستور في إيران يؤكد نتيجة الانتخابات الرئاسية بفوز الرئيس محمود أحمدي نجاد وذلك بعد إعادة فرز جزئي لأصوات الناخبين.

## مواليد
- 1234 هـ - بطرس البستاني، أديب ومؤرخ لبناني.
- 1326 هـ - بهيجة حافظ، ممثلة ومخرجة وكاتبة مصرية.
- 1333 هـ - موشيه دايان، عسكري وسياسي إسرائيلي.
- 1377 هـ - هشام سليم، ممثل مصري.
- 1392 هـ - حسن الكتاني، فقيه وداعية سلفي مغربي.
- 1379 هـ - عبد الباسط حمودة، مغني مصري.
- 1380 هـ - شريف عرفة، مخرج مصري.
- 1393 هـ - أمجد النجار، سياسي فلسطيني.
- 1403 هـ - هديل محمد الحضيف، مدونة وكاتبة وروائية سعودية.
- 1407 هـ - حاتم بن عرفة، لاعب كرة قدم فرنسي.

## وفيات
- 1043 هـ - زاده حسين أفندي، شيخ الإسلام في الدولة العثمانية.
- 1378 هـ - محمد حامد الفقي، مؤسس جمعية أنصار السنة المحمدية.
- 1395 هـ - عبد المهدي مطر، فقيه وكاتب وشاعر وأستاذ جامعي العراقي.
- 1431 هـ - محمد حمزة، شاعر مصري.

## وصلات خارجية
- موقع قصة الإسلام: حدث في شهر رجب.